# Рађонков
Рађонков (пољ. Radzionków) је град у Пољској у Војводству Шлеском у Повјату tarnogórski. Према попису становништва из 2011. у граду је живело 17.203 становника.

## Становништво
Према прелиминарним подацима са пописа, у граду је 2011. живело 17.203 становника.
| 2002.  | 2011.  | 2012.  |
| ------ | ------ | ------ |
| 17.486 | 17.203 | 17.141 |